# Syzygium conglomeratum
Syzygium conglomeratum är en myrtenväxtart som först beskrevs av John Firminger Duthie, och fick sitt nu gällande namn av Ian Mark Turner. Syzygium conglomeratum ingår i släktet Syzygium och familjen myrtenväxter. IUCN kategoriserar arten globalt som sårbar. Inga underarter finns listade i Catalogue of Life.